# Lens (Belgique)
Pour les articles homonymes, voir Lens.
Lens (prononcer [lɑ̃s] ; en wallon Linse) est une commune francophone de Belgique située en Région wallonne dans la province de Hainaut.
La commune de Lens est une entité comprenant le bourg de Lens ainsi que les villages de Bauffe, Cambron-Saint-Vincent, Lombise et Montignies-lez-Lens.
Il s'agit d'une commune à vocation agricole.
Au 1er janvier 2025, la population totale de la commune était de 4 677 habitants , Lens est la commune la moins peuplée des 13 entités communales de l'arrondissement de Mons.
Sa superficie totale est de 49,83 km2.

## Étymologie
Le nom de Lens est mentionné pour la première fois en 1065, dans une charte de Philippe Ier, Roi des Francs.
L'origine du nom de Lens est incertaine, diverses hypothèses existent :
- Origine celtique : Lein qui signifie colline, éminence.
- Origine celtique : li qui signifie étang et linse qui signifie sable mouvant.
- Origine teutonique : Lee et au pluriel Leens qui signifie un endroit surélevé près d'un marais.
- Origine romaine : Lentius ou Lentulus qui sont les noms de puissantes famille romaines qui pourraient avoir prêté leur nom à leurs vastes domaines.

## Géographie

### Situation
Relativement éloignée (13 kilomètres) des grandes villes (Mons - Ath et Soignies), son urbanisation est restée raisonnable et n'a pas modifié sa configuration champêtre.

### Sections de commune
| # | Nom                   | Superf. (km²). | Habitants (2020). | Habitants par km² | Code INS |
| - | --------------------- | -------------- | ----------------- | ----------------- | -------- |
| 1 | Lens                  | 16,36          | 1.881             | 115               | 53046A   |
| 2 | Bauffe                | 7,80           | 462               | 59                | 53046B   |
| 3 | Montignies-lez-Lens   | 11,20          | 834               | 74                | 53046C   |
| 4 | Cambron-Saint-Vincent | 7,54           | 1.036             | 137               | 53046D   |
| 5 | Lombise               | 6,71           | 368               | 55                | 53046E   |

### Communes limitrophes
|          | Brugelette |          |
| Chièvres | Lens       | Soignies |
|          | Jurbise    |          |

### Topographie
Le bourg de Lens est limité au nord par Cambron-Casteau, à l'est par Cambron-Saint-Vincent, Montignies-lez-Lens et Masnuy-Saint-Jean, au sud par Jurbise et Erbaut, à l'ouest par Herchies, au nord-ouest par Bauffe.
Il est traversé, du nord-ouest au sud, par la chaussée d'Ath à Mons (nationale 56) et par la voie ferrée d'Ath à Jurbise. La localité possède une station de chemin de fer.
Le territoire forme une plaine coupée par la vallée de la Dendre et dont les points culminants sont à 93 mètres d'altitude vers Masnuy-Saint-Pierre et à 83 mètres vers Herchies. Le point le plus bas se trouve au nord, à 55 mètres d'altitude.
Les bords de la rivière sont marécageux. Le reste du territoire, formé d'un sol argilo-sablonneux, est très fertile. Le sous-sol est calcaire et Lens compta jusqu'à sept carrières d'où on extrayait le petit granit. Toutes ces exploitations ont été comblées ou sont aujourd'hui abandonnées et envahies par les eaux.

### Hydrographie
La Dendre orientale, qui prend sa source à Herchies, pénètre Lens par le sud de son territoire, elle se gonfle ensuite des eaux de la Petite Dendre (riviérette venant d'Erbaut). Après s'être étalée en l'étang du moulin, elle se dirige vers l'est et Montignies-Lez-Lens jusqu'à son confluent avec la Marquette.

## Héraldique
|  | La commune possède des armoiries qui lui ont été octroyées le 30 avril 1999. Elles sont basées sur le sceau de Lens utilisé de 1572 jusqu'en 1794. La commune a d'abord demandé ses armoiries en 1939 mais du fait de la Deuxième Guerre mondiale, la procédure a été abandonnée. En 1954, la commune a recommencé mais comme il existait déjà beaucoup d'armoiries avec trois lions, le Conseil héraldique a voulu simplifier les armoiries et a ajouté la lettre L. En 1964, la municipalité a abandonné. Enfin, en 1999, les armes ont été finalement accordées. Blasonnement : De gueules à trois lions d'argent, armés, lampassés et couronnés d'or. Source du blasonnement : Heraldry of the World. |

## Administration et vie politique

### Administration et judiciaire
Lens est un des deux cantons électoraux (avec Boussu) du district de Boussu, faisant partie de l'arrondissement de Mons et de la circonscription du Hainaut.
La commune abrite le commissariat central de la Zone de police de Sylle et Dendre, ainsi qu'un commissariat de proximité situé à sa frontière avec Jurbise.
Jusqu'à récemment, Lens disposait de son propre parquet de police et de sa justice de paix. La réforme de la justice fit regrouper son parquet de police au sein du tribunal de police du Hainaut division Mons. Quant à sa justice de paix, elle a été fusionnée avec celle d'Enghien sous la dénomination "Justice de paix du Hainaut, canton de Enghien-Lens". Son siège se trouve à Enghien mais une permanence à Lens est toujours assurée.
Lens dispose d'un contrôle des contributions ; ses bureaux ne se situent plus sur l'entité mais à Ath.
Jusqu'à la réforme des polices en 2001, Lens hébergeait une brigade de gendarmerie dépendant du district de Soignies.

### Vie politique
| Collège communal   |                 |                           |
| ------------------ | --------------- | ------------------------- |
| Bourgmestre        | Isabelle Galant | MR - Liste du Bourgmestre |
| 1er Échevine       | Noémie Paillot  | MR - Liste du Bourgmestre |
| 2e Échevin         | Julien Roisin   | Liste du Bourgmestre      |
| 3e Échevin         | Philippe Pecher | Liste du Bourgmestre      |
| Présidente du CPAS | Isabelle Viart  | Liste du Bourgmestre      |

Les autres formations politiques représentées dans le conseil communal sont respectivement: Lens&Vous et Lens Demain.
Voici la liste des anciens mayeurs et bourgmestres de Lens:
| Année | Nom                                       |
| ----- | ----------------------------------------- |
| 1277  | Jakemart dou Puit                         |
| 1295  | Gilles Rostis                             |
| 1325  | ?                                         |
| 1329  | Mahieu de la barre                        |
| ?     | ?                                         |
| 1370  | Jehan des Gaukiers                        |
| 1395  | Jehan des Prés                            |
| 1419  | Collars Dereuden (jusqu'au moins en 1436) |
| ?     | ?                                         |
| 1471  | Pierard Leblancq                          |
| 1490  | Jehan Leblancq                            |
| 1495  | Colard Lerond                             |
| 1538  | Wistace Lerond                            |
| 1550  | Laurent Desgaukiers                       |
| 1553  | Jehan de Lausnoy                          |
| 1561  | Jean Leblan                               |
| 1585  | Adrien Sergeant                           |
| 1595  | Jean Beghin                               |
| 1601  | Jean Dufour                               |
| 1604  | Adrien Estassart                          |
| 1620  | Martin Fontaine                           |
| 1642  | Jacques Evrard                            |
| 1654  | Jacques Lenclud                           |
| 1656  | Gille Moulin                              |
| 1658  | Jean Gaudissart                           |
| 1660  | Philippe Marlier                          |
| 1662  | Nicolas Crinon                            |
| 1673  | Nicolas Crinon                            |
| 1663  | Philippe Marlier                          |
| 1674  | Jean Marlier                              |
| 1676  | Jean De Sagher                            |
| 1677  | Jean Paillot                              |
| 1693  | Philippe Masson                           |
| 1695  | Antoine Genlain                           |
| 1696  | Jean Vertenoeil                           |
| 1701  | Antoine Paillot                           |
| 1702  | Philippe Masson                           |
| 1707  | Jean Vertenoeil                           |
| 1709  | Michel Bouhy                              |
| 1711  | Philippe Masson                           |
| 1719  | Jacques Page                              |
| 1734  | Pierre-Joseph Goret                       |
| 1737  | Denis Labricq                             |
| 1745  | Pierre-Philippe Masson                    |
| 1746  | Philippe-Joseph François                  |
| 1753  | Claude-Ignace De Breux                    |
| 1756  | Alexandre-François Marlier                |
| 1766  | Pierre-Joseph Paillot                     |
| 1771  | Hugues-François Cottel                    |
| 1776  | Charles-Joseph Pierman                    |
| 1785  | Adrien-François-Joseph Demelin            |
| 1793  | Louis-Joseph Jean                         |
| 1794  | Jean-Baptiste Populaire                   |
| [[]]  | Nestor Joffroy                            |
| 1806  | Alphonse Lepoivre                         |
| 1820  | Gédéon Varlez                             |
| 1836  | Juste-Florent-Joseph Lebrun               |
| 1848  | Théodose Lebrun                           |
| 1880  | Lucien Plumat                             |
| 1885  | Edgard Pierman                            |
| 1896  | Désiré Dechèvres                          |
| 1904  | Edgard Pierman                            |
| 1921  | Amédée Gain                               |
| 1927  | Edgard Pierman                            |
| 1928  | Roger Lecocq                              |
| 1936  | Armand Banderlé                           |
| 1947  | Marcel Raucq                              |
| 1965  | Adolphe Canon                             |
| 1982  | Marcel Lenfant                            |
| 1988  | Emile Bastien                             |
| 2000  | Ghislain Moyart                           |
| 2012  | Isabelle Galant                           |
| 2015  | Ghislain Moyart                           |
| 2018  | Isabelle Galant                           |

## Patrimoine et culture local

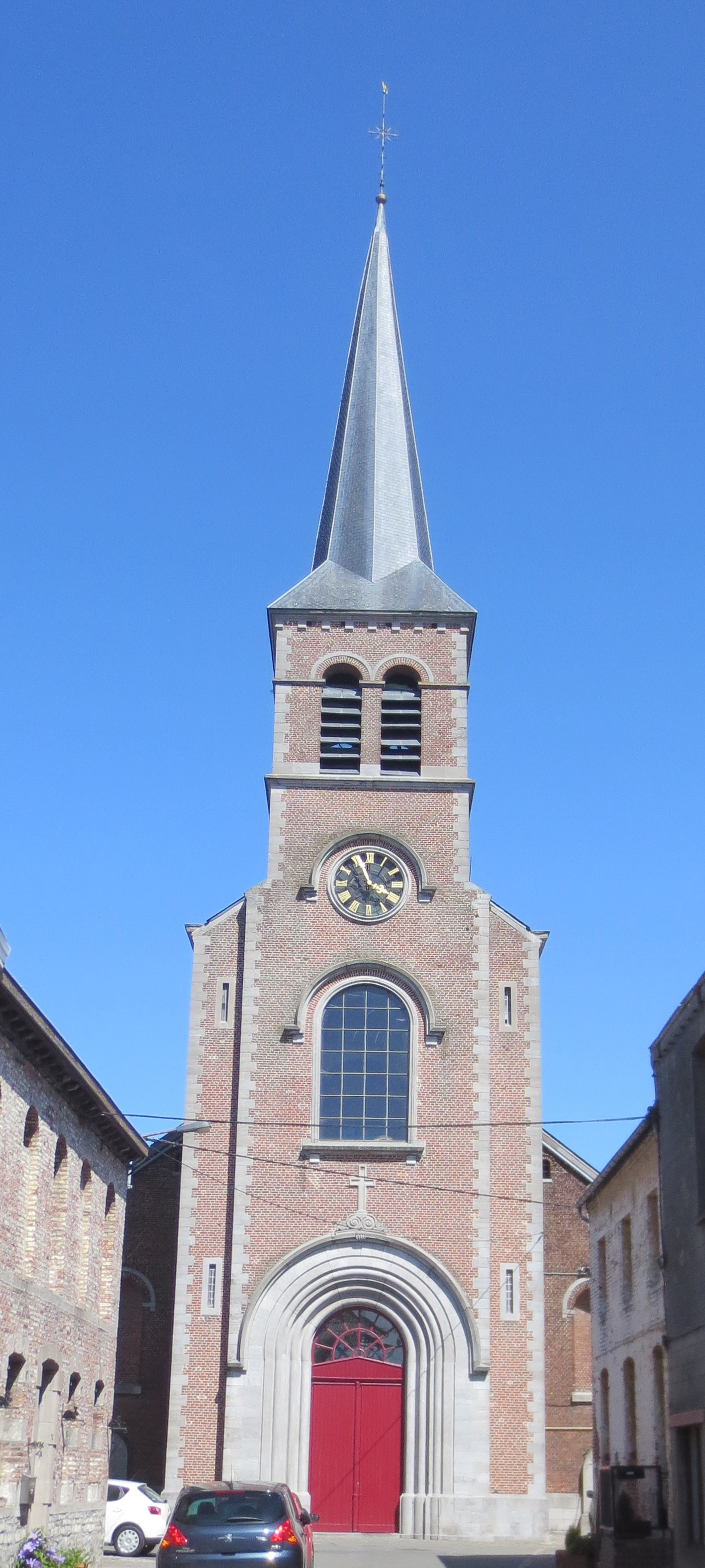
L'église.

### Patrimoine
- Eglise Saint-Martin. L'église actuelle date de 1864, elle fut reconstruite à la suite d'un incendie en 1822.
- Presbytère, déjà mentionné en 1604, incendié et reconstruit en 1760, surplombant un petit bâtiment qui servait de morgue à une époque où le cimetière entourait l'église[5].
- L'ancienne maison communale.
- Le calvaire situé à côté du cimetière le long de la route de Mons édifié en 1749, lorsque Hugues-François Cottel et Marie-Angélique Meurant le firent ériger. Ce calvaire est composé d'un crucifix au pied duquel on distingue Marie-Madeleine agenouillé. A droite de la croix, il y a la Sainte-Vierge et Moïse ; et à gauche, on trouve les statues de Saint-Jean et de David[6].

## Démographie

### Démographie: Avant la fusion des communes
- Source: DGS recensements population

### Démographie: Commune fusionnée
En tenant compte des anciennes communes entraînées dans la fusion de communes de 1977, on peut dresser l'évolution suivante :
Les chiffres des années 1831 à 1970 tiennent compte des chiffres des anciennes communes fusionnées.
- Source: DGS , de 1831 à 1981=recensements population; à partir de 1990 = nombre d'habitants chaque 1 janvier[2]

## Vie religieuse
Lens est le chef-lieu du doyenné de Lens, dépendant du diocèse de Tournai. Le doyenné de Lens comprend les paroisses des entités de Lens et Jurbise (Erbaut - Erbisoeul - Herchies - Herchies Vacresse - Jurbise - Masnuy Bruyères - Masnuy Saint Pierre - Bauffe - Cambron Saint Vincent - Lens - Lombise et Montignies Lez Lens).
La paroisse de Lens est dédiée à saint Martin, ce qui est un symbole de son ancienneté.
Voici la liste des anciens curés ou doyens de Lens :
Curés :
1224 : Alardus - ??? - 1244 : Jacques - 1295: Jehan - 1322: Nicholon - ??? - 1585 : Nicolas de Gemberghe - date inconnue: Quentin Coulon, doyen de chrétienté, devenu chanoine de Cambrai en 1617 - 1606 : Jean Baccart, également devenu chanoine de Cambrai - 1650: Sébastien Tramasure - 1668 : Philippe Caudron, doyen de chrétienté - ??? - 1700: Pierre Martini - 1733 : Jean-François Toubeau - 1756: Antoine Robette - 1768 : Pierre Randoux 1776 : Jean-François Simon.
Curés-doyens :
1801 : François Lefebvre - 1810 : François Braibant - 1816: Jacques Glineur - 1818 : Célestin Picquart - 1823 : Lambert Stiénon - 1838 : Hilarion Delehouzée - 1854 : Urbain Ponceau - 1887 : Désiré Posteau - 1895: Léopold Bouzin - 1910 : Léon Lissence - 1924 : Gustave Mariage - 1934 : René Van Haudenard - 1938 : Aimé Legast - 1952 : Emile Delécluse - 1980 : Pierre Danaux - 1982 : Emmanuel Hubert - 1992 : Marc Lecomte - 2004 : Yves Verfaillie - 2016 : Marc Mwatha.

## Enseignement
Le bourg de Lens dispose d'une école communale avec un enseignement mixte, maternel et primaire, dispensés sur deux sites différents.
Le village de Cambron-Saint-Vincent, dépendant de l'entité lensoise, dispose également d'une école communale maternelle et primaire.

## Économie

### Tourisme
Le village se trouve à proximité du parc animalier Pairi Daiza qui se situe sur la commune voisine de Brugelette.

## Sports
Balle Pelote
:
Tous les villages de l'entité lensoise ont possédé une équipe de balle pelote, un sport anciennement très répandu dans la région. Certaines de ces équipes figurèrent parmi les meilleures du royaume. On retiendra notamment celle de Lens constituée des 5 frères Lenfant au début du XXe siècle mais aussi celle de Cambron Saint-Vincent quelques années plus tard (Horlait).
Actuellement, la tradition ballante est maintenue à Montignies-Lez-Lens par le club de Montignies Espoir, un club fondé en 2018.
Football
:
Le club de football de l'Humberto Club fut créé à Lens vers 1930 mais ne résista par à la seconde guerre mondiale. ce club avait été nommé en hommage au prince Umberto d'Italie qui avait épousé la princesse Marie José de Belgique en 1930. Les couleurs noir et blanc furent choisies car le prince Umberto était un fervent supporter de la Juventus de Turin.
En 1960, le Cercle Sportif de Lens (CS Lens) fut créé et conserva les couleurs de l'Umberto Club (noir et blanc).
Ce club devint royal en 2020 et s'appelle désormais le Royal Cercle Sportif de Lens (RCS Lens)
Tennis de table
:
Un club de tennis de table dénommé "Le Trèfle lensois" (le trèfle étant choisi pour lui porter bonheur) fut créé en 1970. Fusionné dans un premier temps avec le club de Vaudignies puis avec celui d'Herchies, il devint royal en 2020 et s'appelle désormais le Royal Trèfle Lens Herchies.

## Galerie

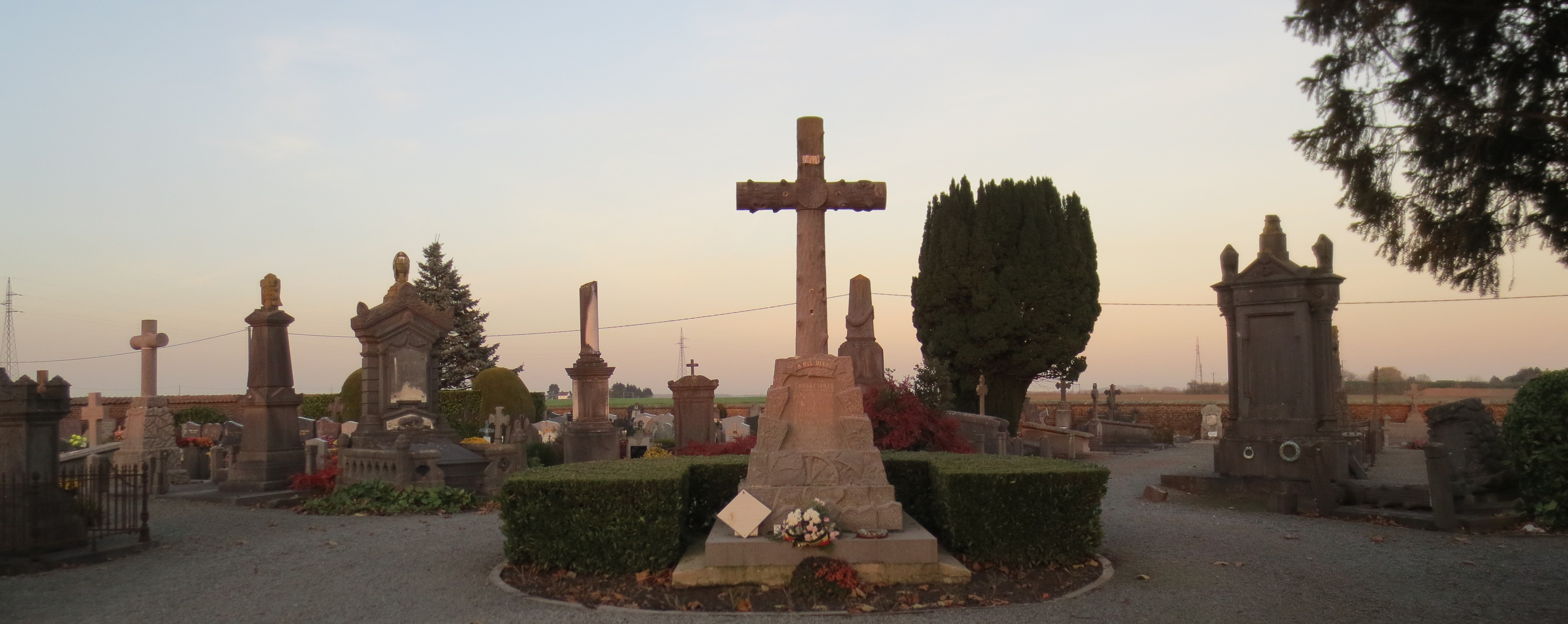
Le monument aux morts.
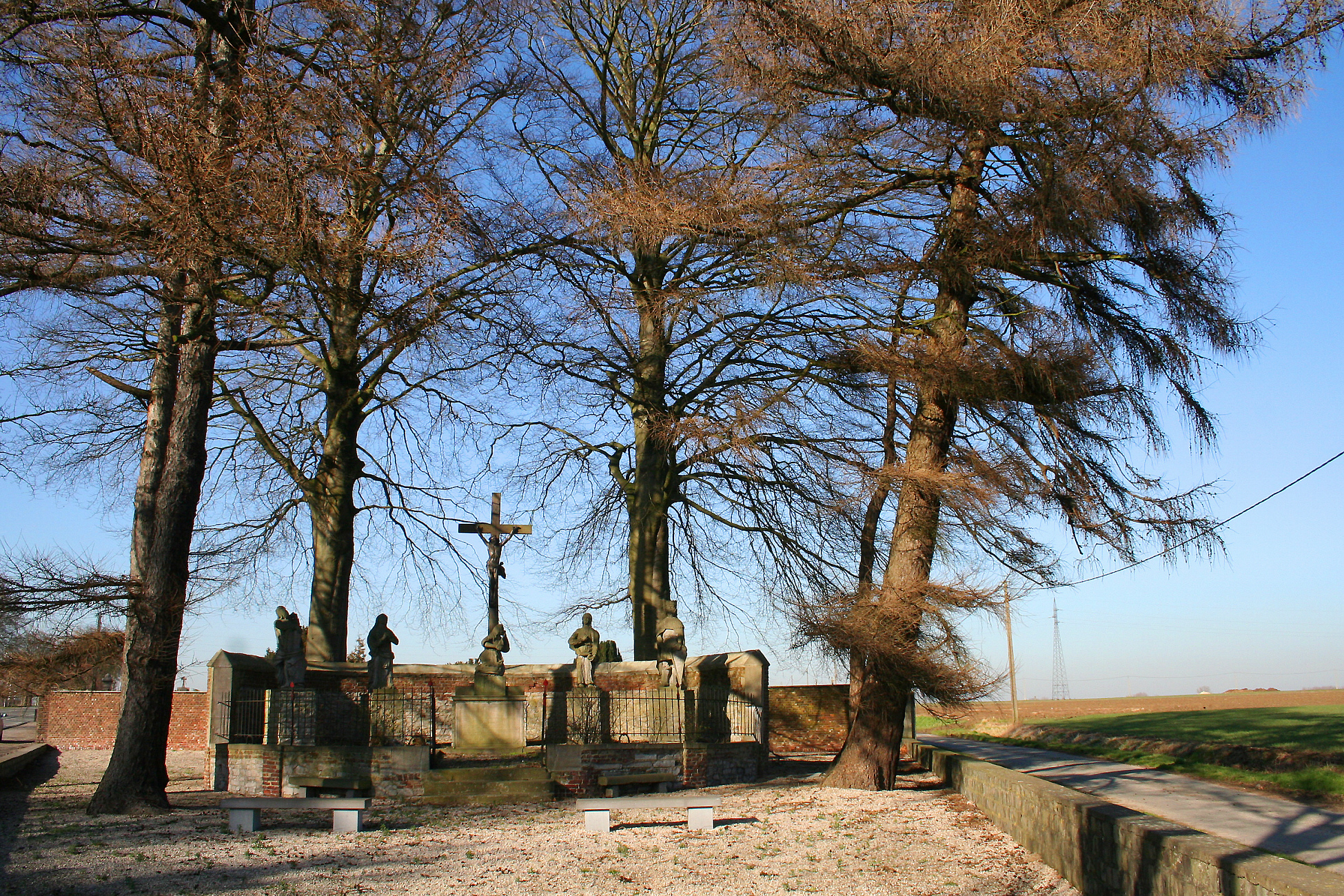
Le vieux calvaire de Jean-Joseph Bottemanne (1749).
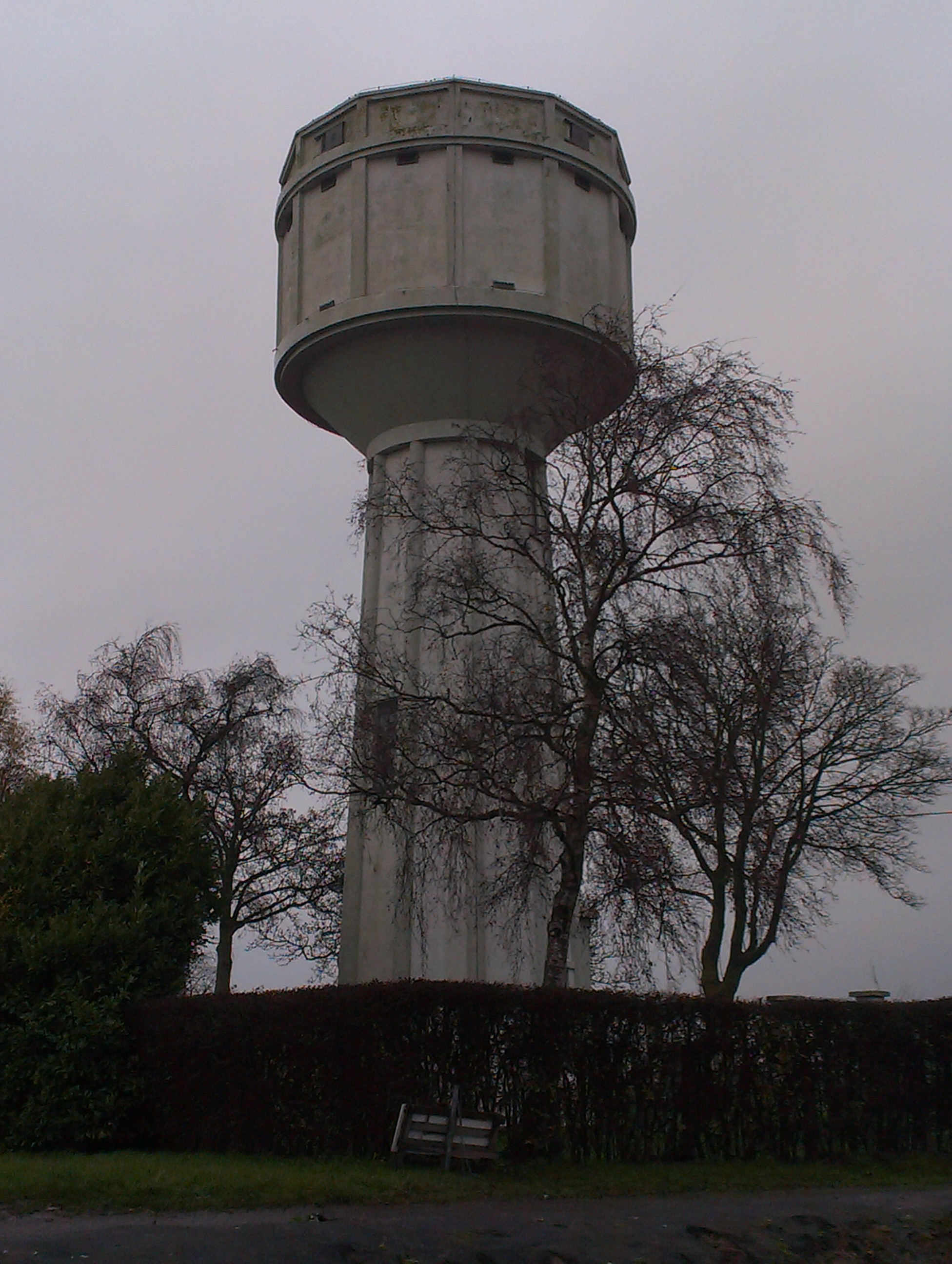
Le château d'eau, rue du Calvaire.

## Personnalités liées à la commune
- Daniel  Vandendaul (1953-), marcheur  belge, habite à Lens.
- Paul Cuvelier, auteur de bande dessinée et peintre, est né à Lens en 1923.
- André Vilain, peintre, dessinateur, humoriste, historien et créateur du musée de "La Vie Lensoise".